# Durèze
Die Durèze ist ein kleiner Fluss in Frankreich, der im Département Gironde in der Region Nouvelle-Aquitaine verläuft. Sie entspringt im östlichen Gemeindegebiet von Pellegrue, entwässert mit einem Bogen über West generell Richtung Nordnordwest durch das Weinbaugebiet Entre-Deux-Mers und mündet nach rund 16 Kilometern an der Gemeindegrenze von Pessac-sur-Dordogne und Juillac als linker Nebenfluss in die Dordogne.

## Orte am Fluss
(Reihenfolge in Fließrichtung)
- Viaud, Gemeinde Pellegrue
- Pellegrue
- Auriolles
- Listrac-de-Durèze
- Gouzourde, Gemeinde Massugas
- Coubeyrac
- Dognon, Gemeinde Sainte-Radegonde
- Gensac
- La Toubeille, Gemeinde Juillac
- Pessac-sur-Dordogne

## Sehenswürdigkeiten
- Château du Puch de Gensac, Burg mit Ursprüngen aus dem 13. Jahrhundert am Flussufer in der Gemeinde Pellegrue – Monument historique[4]